# Nobiles
Nobiles (sg. nobilis, oversat: 'adel', 'bemærkelsesværdig') var medlemmer af en social rang i den Romerske Republik, der angav, at man var "velkendt". Dette kan have ændret sig over tid. På Ciceros tid var man bemærkelsesværdig, hvis man nedstammede fra én person, der var blevet valgt til konsul. I tidligere perioder og mere bredt kan dette have omfattet en større gruppe bestående af dem, der var patriciere, nedstammede fra patriciere, der var blevet plebejere via transitio ad plebem, eller nedstammede fra plebejere, der havde haft <i>curule</i>-embeder.

## Historie
Nobiles opstod efter Stenderkampene, som etablerede juridisk ligestilling mellem patriciere og plebejere, hvilket tillod plebejere at besidde alle magistrater. Tilstanden at være "kendt" var forbundet med nobiles' ret til begravelsesmasker (latin: imagines) og skuespillere i aristokratiske begravelsesoptog. Begrebet er dog stort set ikke ikke attesteret i den midterste republik, idet det blev introduceret i den sene republik som en beskrivelse snarere end en status. At opnå sådan en maske krævede, at man var i besiddelse af en af de kvalificerende curule-magistrater.
Disse valg betød, at den republikanske adel ikke var helt lukket. Heller ikke i republikken nød nobiles særlige juridiske privilegier. I den senere republik blev en, der blev nobilis, betegnet som en novus homo (dansk: "ny mand"), en usædvanlig præstation. To af de mest berømte eksempler på disse selvfremstillede "nye mænd" var Gajus Marius, som blev valgt som konsul syv gange, og Cicero. Selvom helt nye mænd var sjældne, blev den politiske elite som helhed udskiftet, da nogle familier ikke var i stand til at vinde valg over flere generationer, og andre familier blev mere fremtrædende, hvilket skabte langsom og osmotisk forandring.
Nobiles' prestige var direkte forbundet med deres valg til høje embede af folket. Under den Romerske Republik besad nobiles aldrig mindre end omkring 70 procent af konsul-embederne over længere perioder. På Ciceros tid besad nobiles som helhed mere end 90 procent af konsul-embederne – en andel der var "bemærkelsesværdigt upåvirket af de mest voldelige politiske kriser". Indsnævringen af, hvad der gjorde nogen til en del af nobiles, fandt sted omkring tiden for de forfatningsmæssige reformer af Sulla, hvor et "meget større Senat med en forholdsvis mindre kreds af elite-senatorer... mange nye italienere i Sullas Senat, og det øgede antal praetorer" førte til, at eliten sluttede rækkerne for at bevare deres prestige.
I Augustus' tid havde en nobilis lettere adgang til konsul-embedet, med en lavere aldersgrænse, der måske var sat til 32. Kvinder, der nedstammede fra konsuler under Augustus, blev også betragtet som en del af den romerske adel. Begrebet refererede stadig til efterkommere af republikanske og triumvirale konsuler, men vedAntoninernes tid (ca. 100 e.Kr.) var de fleste adelige familier uddøde. En af de sidste var Acilii Glabriones, der overlevede ind i det 4. århundrede. 
I Augustus' tid havde en nobilis lettere adgang til konsulatet, med en lavere aldersgrænse, der måske var sat til 32 år. Kvinder, der nedstammede fra konsuler under Augustus, blev også betragtet som en del af den romerske adel. Begrebet henviste stadig til efterkommere af republikanske og triumvirale konsuler, men ved Antoninernes tid var de fleste adelige familier uddøde; en af de sidste var Acilii Glabriones, som overlevede ind i det 4. århundrede.

## Yderligere læsning
- Hans Beck : Karriere und Hierarchie. Die römische Aristokratie und die Anfänge des "cursus honorum" in der mittleren Republik, Akademie-Verlag, Berlin 2005.
- Hans Beck: Die Rolle des Adligen. Prominenz und aristokratische Herrschaft in der römischen Republik. I: Hans Beck, Peter Scholz, Uwe Walter (red.): Die Macht der Wenigen. Aristokratische Herrschaftspraxis, Kommunikation und "edler" Lebensstil in Antike und Früher Neuzeit, Oldenbourg, München 2008, 101–123.
- Jochen Bleicken : Die Nobilität der römischen Republik. I: Gymnasium 88, 1981, 236–253.
- Klaus Bringmann : Geschichte der Römischen Republik. Von den Anfängen bis Augustus. Beck, München 2002.
- Matthias Gelzer : Die Nobilität der römischen Republik. Teubner, Leipzig 1912.
- Karl-Joachim Hölkeskamp: Die Entstehung der Nobilität. Studien zur sozialen und politischen Geschichte der Römischen Republik im 4. Jahrhundert v. Chr. Steiner, Stuttgart 1987,ISBN 3-515-04621-6 .
- Fergus Millar : Den klassiske romerske republiks politiske karakter, 200-151 f.Kr. I: Journal of Roman Studies 74, 1984, 1-19.
- RT Ridley: The Genesis of a Turning-Point: Gelzers "Nobilität" . I: Historia 35, 1986, 474-502.